# Сухоран та Бандабі

Сухоран та Бандабі

Талісмани зимових Олімпійських ігор 2018 року — частина олімпійської символіки зимових Олімпійських ігор 2018 року, які будуть проводиться з 9 по 25 лютого 2018 року в місті Пхьончхан, Південна Корея.
27 червня 2014 року Оргкомітет Пхьончхан повідомив громадськість про конкурс відбору талісманів. Процес відбору проходив з 15 вересня 2014 року по 30 вересня 2014 року. 2 червня 2016 року Міжнародний олімпійський комітет схвалив талісмани для ігор, якими стали: тигреня Сухоран (для Олімпійських ігор) і ведмежа Пандабі (для Паралімпійських ігор). Сухоран — захисник усіх спортсменів та вболівальників, Бандабі є символом волі.
Сухоран — білий тигр. Тигр — тварина, тісно пов'язана з корейською міфологією, і є символом довіри, сили та захисту. Його назва походить від корейських слів «сухо» (수호) і «хоран» (호랑), що означає «захист» і «тигр» відповідно.
Бандабі — азійський чорний ведмідь, поширений на корейському півострові. Ведмідь символізує сильну волю і мужність. Його назва також сформована з двох корейських слів: «бандаль» (반달) і «пі (бі)» (비), перше означає «півмісяць», посилання до білого півмісяця на грудях азійського чорного ведмедя, а другий — святкування Ігор.